# Erika Riemann
Erika Riemann (* 25. Dezember 1930 in Mühlhausen als Erika Grabe; † 27. Juli 2021) war eine deutsche Autorin. Riemann war von 1945 als damals 14-jährige Jugendliche bis 1954 in verschiedenen sowjetischen Strafvollzugsanstalten inhaftiert. Ihre erschütternden Erfahrungen publizierte sie in den Büchern Die Schleife an Stalins Bart sowie später in Stalins Bart ist ab: Von Bautzen zum Bundesverdienstkreuz.

## Leben
Sie besuchte im thüringischen Mühlhausen die Schule, bis sie 1945 im Alter von 14 Jahren wegen „antisowjetischer Aktivitäten“ verhaftet wurde, nachdem sie ein Porträt Stalins mit einem Lippenstift in Form einer Schleife bemalt hatte.
Sie wurde von einem Sowjetischen Militärtribunal (SMT) zu zehn Jahren Zwangsarbeit in Sibirien verurteilt und verbrachte neun Jahre in sowjetischen Strafvollzugsanstalten, anfänglich auf dem Gelände des Speziallagers Nr. 7 Sachsenhausen. Während ihrer Haft wurde sie über einen längeren Zeitraum psychisch und physisch gefoltert. Unter anderem kam es zu einer Scheinhinrichtung, bei der sie mit anderen in einen Duschraum des Lagers geführt wurde. Dort drohten die Bewacher, man werde den Häftlingen das Gleiche antun wie den Opfern des ehemaligen Konzentrationslagers Sachsenhausen, auf dessen Gelände das Speziallager betrieben wurde, denn aus den Duschen komme kein Wasser, sondern Gas.
Nach der Haft zog sie 1954 zu ihrer Mutter, die sich in Hamburg-Sankt Pauli niedergelassen hatte. Den Schulabschluss konnte sie erst 1962 nachholen. Sie war  dreimal verheiratet und Mutter von zwei Söhnen und einer Tochter. Sie war in verschiedenen Berufen tätig, zuletzt als Krankenschwester. Mit über siebzig Jahren verfasste Erika Riemann das Buch Die Schleife an Stalins Bart, in dem sie ihr Schicksal und das vieler Anderer darstellt. Das Buch erregte einiges Aufsehen und wurde vielfach besprochen. Sie warnt davor, die Vorkommnisse der Stalin-Ära gegenüber denen der Zeit des Nationalsozialismus zu verharmlosen oder zu vergessen. 2010 veröffentlichte sie mit Stalins Bart ist ab: Von Bautzen zum Bundesverdienstkreuz ein Folgebuch. Dort schrieb sie über den Umgang mit Traumata, deren Verarbeitung und das fortwährende Schweigen darüber sowie die Lösung: darüber reden. Ehrenamtlich arbeitete Erika Riemann viele Jahre mit Organisationen zusammen, die sich mit der Dokumentation des SED-Unrechts befassten, und war auch als Zeitzeugin aktiv.

## Konflikt mit Stefan Raab
2002 war Riemann Gast bei der Fernsehsendung Johannes B. Kerner und berichtete über ihre Zeit in einem sowjetischen Speziallager. Kerner forderte sie auf, eine russischsprachige Beleidigung zu übersetzen. Erika Riemann wiederholte das Zitat „Fick deine Mutter“. Raab zeigte diesen Ausschnitt mehrmals in seiner Sendung TV total im November 2002 und bezeichnete Erika Riemann laut ihrem Anwalt als 'alte, primitive Frau, die sich schmutzigen Fäkal-Vokabulars bediene'. Dies Video war in der Folge bei YouTube eingestellt und etliche hunderttausend Mal aufgerufen worden. In der Presse wurde daraufhin von einer möglichen Klage gegen den Moderator Stefan Raab berichtet, es wurde jedoch kein Prozess geführt.

## Ehrungen
- 16. November 2009: Verdienstkreuz am Bande der Bundesrepublik Deutschland

## Werke
- Die Schleife an Stalins Bart. Ein Mädchenstreich, acht Jahre Haft und die Zeit danach. Hoffmann und Campe, Hamburg 2022, ISBN 3-455-09377-9
- Stalins Bart ist ab: Von Bautzen zum Bundesverdienstkreuz. Hoffmann und Campe, Hamburg 2010, ISBN 978-3-455-50149-0